# Jesus är mitt liv och hälsa
Jesus är mitt liv och hälsa är en gammal psalm i sju verser av Johann Gerdes (Gerdessen) från 1664. I 1819 års psalmbok anges att psalmen översattes av Stefan Muraeus Larsson, men i nästa psalmbok, 1937, finns han inte omnämnd, utan Andreas Canuti Brodinus anges som den som översatt/bearbetat texten 1671.
Psalmen inleds 1695 med orden:
JEsus är mitt lijf och hälsa
JEsus är min ädla kron
Melodin nedtecknad i den tyska koralboken Arien oder Melodeyen under tidigare delen av 1600-talet.

## Publicerad som
- Nr 141 i 1695 års psalmbok under rubriken "Om JEsu Namn och Välgierningar".
- Nr 214 i 1819 års psalmbok under rubriken "Nådens ordning: Benådade kristnas frid, sällhet och åliggande".
- Nr 303 i Metodistkyrkans psalmbok 1896 verserna 1, 3 och 6-7 under rubriken "Andliga erfareheter". (Som författare och översättare anges J. Gerdesen och S. L. Muraeus.)
- Nr 302 i Nya Pilgrimssånger 1892 under rubriken "Tryggeht, glädje och tröst", verserna 1-3 och 5-7.
- Nr 448 i Sionstoner 1935 under rubriken "Nådens ordning: Trosliv och helgelse".
- Nr 121 i 1937 års psalmbok under rubriken "Tiden efter Påsk".